# Lacerba

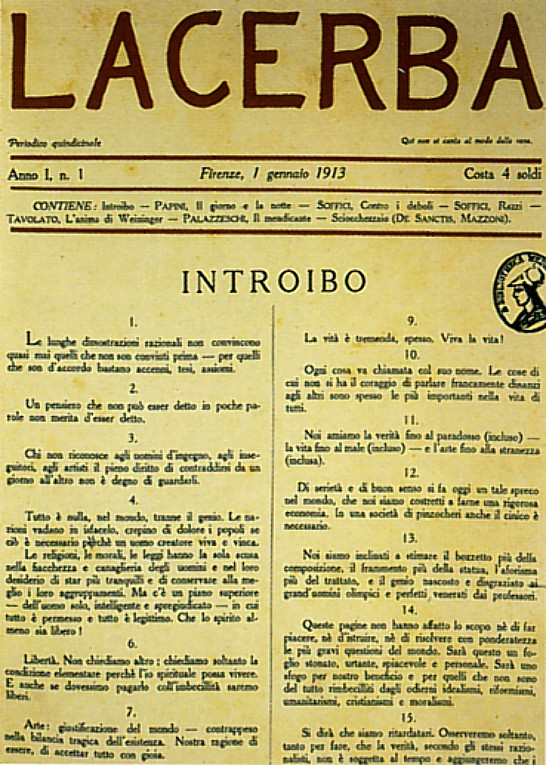
Die erste Ausgabe der Zeitschrift: Florenz, 1. Januar 1913

Lacerba war eine in Florenz herausgegebene italienische Literaturzeitschrift, die zwischen 1913 und 1915 wesentlich zur Verbreitung der Ideen des Futurismus beigetragen hat. Die Geschichte der Zeitschrift ist eng mit den Namen Giovanni Papini, Ardengo Soffici und Aldo Palazzeschi verbunden.

## Vorgeschichte
Giovanni Papini und Ardengo Soffici arbeiteten seit 1903 eng zusammen, um die italienische Avantgarde zu fördern. Dies geschah vor allem durch Beiträge in den Zeitschriften Il Regno, Leonardo und La Voce.(Papini war von 1903 bis 1904 Chefredakteur von Il Regno und 1903 bis 1907 von Leonardo) Die größte Hoffnung setzten Papini und Soffici in die Zeitschrift La Voce, die von Giuseppe Prezzolini geleitet wurde. Differenzen mit Giuseppe Prezzolini bewogen die beiden Publizisten La Voce zu verlassen und Lacerba zu gründen. Der Titel geht auf ein L'Acerba genanntes wissenschaftlich-philosophisch Gedicht des italienischen Poeten und Astrologen/Astronomen Francesco Stabili, besser bekannt als Cecco d’Ascoli (1269–1327) zurück, der nicht zuletzt wegen dieser Arbeit am Scheiterhaufen der Inquisition endete.

## Lacerba als Kulturmagazin
Die erste Ausgabe von Lacerba erschien am 1. Januar 1913. Die Redaktion führte Papini und Soffici. Finanziert, herausgegeben und gedruckt wurde die Zeitschrift von Attilio Vallecchi, in dessen bedeutendem Verlagshaus auch La Voce erschien. Bei Vallecchi wurden auch die meisten avantgardistischen Bücher gedruckt, die auch in dessen La Voce genannten Buchläden vertrieben wurden. Die Zeitung, die positiv bilanzierte, erschien zunächst zweimal im Monat zum Preis von 4 Soldi. In der interventionistischen Phase erschien sie als Wochenzeitschrift zum Preis von 2 Soldi. Insgesamt wurden 70 Ausgaben publiziert.
Zu den ersten Kontakten mit den Futuristen war die Redaktion im Jahr 1911 gekommen, nachdem Sofficis in La Voce einen abwertenden Artikel über den künstlerischen Wert einer Ausstellung der Futuristen in Mailand publiziert hatte. Marinetti, Boccioni, Carrá und Russolo unternahmen eine Strafexpedition nach Florenz, wobei es zu Prügelszenen mit Papini und Soffici unter Einschreiten der Exekutive kam. Gespräche in der Haft führten jedoch allmählich zu einer Annäherung und zur Zusammenarbeit, obwohl Soffici wie auch Papini dem Futurismus weiterhin kritisch gegenüberstanden.
Diese Kritik brachte Papini am 15. Februar 1914 mit dem Beitrag „Der Kreis schließt sich“ auf den Punkt. In ihm deklarierte er den Futurismus grundsätzlich als Rückschritt. Die generelle Rückwendung zum Profanen würde alle bisherigen Entwicklungsstufen der menschlichen Sensibilität und des menschlichen Geistes ignorieren. Mit den „Befreiten Wörtern“ und der Geräusch„kunst“ würde die hochentwickelte Dicht- und Tonkunst auf das Kommunikations- und Wahrnehmungsniveau der Urmenschen reduziert. Bezüglich des Trends zu Collagen merkte er an, dass das beste Stillleben wohl in Zukunft eine aufgeklebtes Wohnzimmer wäre. Es folgten heftige Reaktionen, die Zusammenarbeit im Rahmen der Zeitung wurde aber weitergeführt.

## Lacerba als politisches Magazin
Mit Ausbruch des Ersten Weltkrieges änderte sich nach Gesprächen zwischen Marinettis, Papini und dem Verlag der Charakter der Zeitschrift grundsätzlich. Die Zeitschrift wurde (fast ausschließlich) zum Sprachrohr der Interventionisten. Man argumentierte, dass man nicht nur wegen der Irredenta, sondern vor allem wegen Frankreich zu den Waffen greifen müsse. Man würde Frankreich nicht nur die Eigenstaatlichkeit verdanken, sondern auch die Hälfte der Kultur der vergangenen 200 Jahre, die nun durch die Mittelmächte in Gefahr sei. Der Zensor griff massiv ein und sorgte dafür, dass im Schnitt 25 % der Ausgaben schwarz überdruckt wurden. Papini beklagte sich zuletzt immer mehr, dass die Futuristen bis auf wenige Aktionen den Interventionismus kaum unterstützt hätten. Die letzten beiden Ausgaben enthielten massive Drohungen an die Regierung und den König:
„Krieg gegen die Deutschen oder Bürgerkrieg, Krieg gegen die Deutschen oder Revolution, Krieg gegen die Deutschen oder die Republik. Der König möge daran denken, dass der Ruf: -Es lebe der Krieg !- bereits in vielen Städten durch den Ruf -Es lebe die Republik !- ersetzt wurde. “
Die letzte Ausgabe erschien am Tag der italienischen Kriegserklärung und trug den Titel „Wir haben gesiegt !“ Die Einstellung der Zeitschrift wurde mit dem Faktum begründet, die Herausgeber würden nun zu den Fahnen eilen.

## Wichtigste Mitarbeiter
Giovanni Papini, Ardengo Soffici, Aldo Palazzeschi, Italo Tavolato, Massimo Campigli, Paul Fort, Guillaume Apollinaire, Pablo Picasso, Max Jacob, Jules Laforgue, Ambroise Vollard, Filippo Tommaso Marinetti, Umberto Boccioni, Luigi Russolo, Francesco Balilla Pratella, Stéphane Mallarmé, Francesco Cangiullo, Pasqualino Cangiullo, Paolo Buzzi, Luciano Folgore, Corrado Govoni, Binazzi, Gino Severini